# Gasolin' (film)
Gasolin' er en dansk portræt- og dokumentarfilm, der omhandler det dansk rockband Gasolin'.

## Beskrivelse
Filmen er historien om det, der kaldes for Danmarkshistoriens største rockband. Det er den sande fortælling om et ualmindeligt sammenspist orkester, der i 9 år på trods af daglige konflikter, tilbragte næsten alle døgnets vågne timer i hinandens selskab. De havde de vilde ambitioner fra allerførste dag, og selv når det slog fuldstændig fejl – som for eksempel deres desperate forsøg på at indtage USA – bevarede de en stædig tro på, at alt kan lade sig gøre. "Grib dagen og tag chancen" er fortællingens morale, og ledsaget af den eviggrønne musik, er filmen en skøn festrejse ind i Gasolin's univers krydret med en tidsånd og epoke, som mange ville ønske stadig eksisterede. For første gang siden bruddet er bandet samlet igen i Anders Østergaards portrætfilm af en epoke og de fire individer, der skabte den. Gasolin' har udviklet sig til en myte "Alle har et forhold til Gasolin". Deres historie er vores historie.